# Iluianca
[[Imagem:Museum_of_Anatolian_Civilizations082_kopie1jpg.jpg|miniaturadaimagem|450x450px|{{Centro|O deus do céu mata o dragão Iluianca. Atrás, está seu filho Xarruma]]

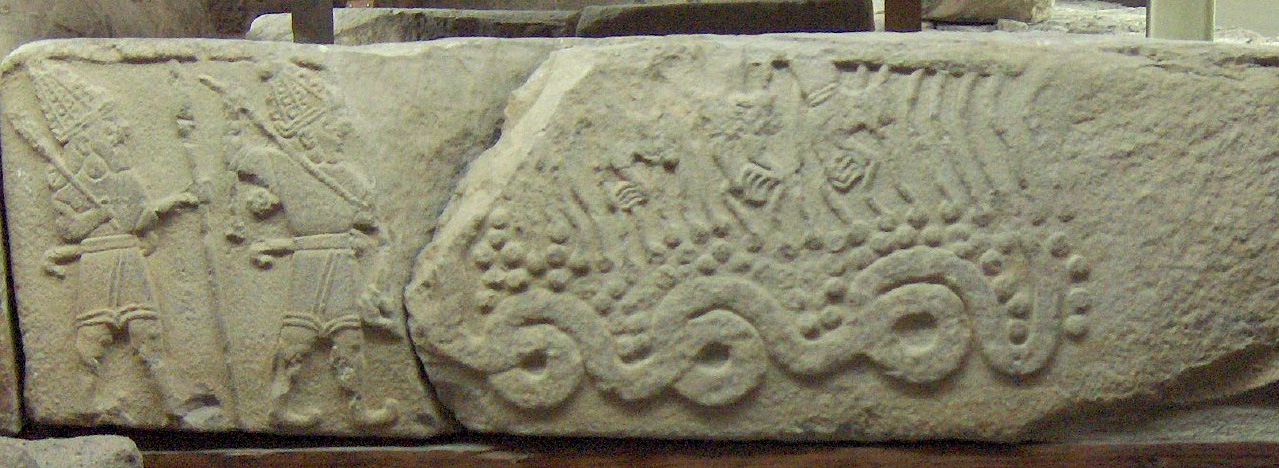
Centro|O deus do céu mata o dragão Iluianca. Atrás, está seu filho Xarruma

Na mitologia hitita, Illuyanka era um dragão serpente morto por Tarhunz (dIM), a versão hitita do deus hurrita do céu e da tempestade. Ele é conhecido através de tabuletas escritas em cuneiforme hitita, encontradas em Çorum-Boğazköy, nome atual da antiga capital hitita Hattusa. 
O mito é encontrado no Catalogue des Textes Hittites 321, que fornece duas versões consecutivas do texto.

## Nome
Illuyanka é provavelmente um composto, consistindo de duas palavras protoindo-europeias para "cobra": *h₁illu- e *h₂engʷeh₂-. Os mesmos elementos estão presentes no termo latino anguilla "enguia", porém em ordem inversa. A palavra h₁illu- é cognata do inglês eel (enguia), e *h₂engʷeh₂ do sânscrito ahi.

## Narrativa
Na primeira versão do mito, o Deus da Tempestade luta com Iluianca e a serpente vence. O Deus da Tempestade então vai ao encontro da deusa Inaras, em busca de conselhos. A deusa bola um plano, solicitando auxílio a um mortal chamado Hupasiyas, prometendo então dormir com ele em troca de sua ajuda. Indo ao encontro da serpente com grandes quantias de comida e bebida, Inaras seduz Iluianca a comer e beber até a embriaguez. Uma vez embriagada, a serpente é presa com uma corda por Hupásias e, na sequência, o Deus da Tempestade surge com os demais deuses para matar a serpente.
Na segunda versão do mito, após os dois deuses lutarem, e Tessube, o Deus hurrita da Tempestade perder, Iluianca arranca seus olhos e coração, tomando-os para si. Para se vingar da serpente, o Deus da Tempestade casa-se com a filha de um homem pobre, gerando um filho chamado Sarruma, que cresce e se casa com a filha da serpente Iluianca. O Deus da Tempestade pede a seu filho para solicitar à Iluianca seus olhos e coração como presente de casamento, e a serpente concorda. Com seus olhos e coração restituídos, o Deus da Tempestade parte e enfrenta Iluianca uma segunda vez. Estando prestes a derrotar o monstro, o filho do Deus, Sarruma, descobre que a batalha está ocorrendo, e percebe que fora usado por seu pai para este fim. Diante da constatação, Sarruma pede que seu pai tire sua vida junto de Iluianca, e Tessube então mata ambos. Uma versão desta narrativa está ilustrada em um mural datado de 1050-850 a.C. aprox., descoberto em Malátia, e que atualmente está em exibição no Museu das Civilizações da Anatólia, em Ancara, Turquia.

## Interpretação
Os textos hititas foram revelados em 1930 por W. Porzig, que primeiro traçou paralelos entre a batalha de Tessube contra Iluianca e a batalha do deus grego dos céus Zeus contra o mostro em forma de serpente Tifão, como narrado por Pseudo-Apolodoro. Os paralelos greco-hititas encontraram poucos apoiadores na época, pois outros mitos hititas, como a castração do deus dos céus por Cumarbi, o que é um claro paralelo com o mito grego da castração de Cronos, ainda não haviam sido decifrados e editados.

## Manuscritos
O Catalogue des Textes Hittites 321 consiste nas seguintes tabuletas:
- A. KBo III 7
- B. KUB XVII 5
- C. KUB XVII 6
- D. KUB XII 66
- E. KUB XXXVI 54
- F. KBo XII 83
- G. KBo XII 84, XIII 84
- H. KBo XXII 99
- J. KUB XXXVI 53

Nenhuma das versões individuais está completa. O texto A é o mais completo, incluindo 30 de 36 parágrafos.